# Kathy Rain
Kathy Rain ― це пригодницька відеогра, розроблена компанією Clifftop Games та опублікована компанією Raw Fury.

## Ігровий процес
Kathy Rain ― це пригодницька point-and-click відеогра. Дія гри розгортається у 1995 році та розповідає історію дівчини з коледжу, на ім'я Кеті, яка повертається до рідного міста, щоб розглянути таємницю, пов'язану з її померлим дідом.

## Розробка та випуск
Kathy Rain була розроблена Clifftop Games, одноосібною шведською інді-студією, заснованою Joel Staaf Hästö. Автор зазначив, що на гру вплинув телесеріал «Твін Пікс». Гра була розроблена за допомогою інструменту розробки Adventure Game Studio. Гра була продемонстрована на Gamescom у 2015 році. Гра була опублікована компанією Raw Fury та випущена для Windows та macOS 5 травня 2016 року разом із демоверсією. Пізніше гра була випущена для Android та iOS 23 листопада 2016 року. На початку 2021 року було оголошено режисерське скорочення гри.

## Відгуки
| Агрегатор  | Оцінка     |
| ---------- | ---------- |
| Metacritic | PC: 77/100 |

| Видання     | Оцінка |
| ----------- | ------ |
| Polygon     | 6.5/10 |
| TouchArcade | iOS:   |

Критики відеоігор схвалили гру. Попри те, що початкові продажі гри були разючими, видавець Raw Fury пообіцяв продовжувати підтримувати розробника.